# Class 11
De Class 11 is een serie Britse rangeerlocomotieven met dieselaandrijving die werd gebouwd tussen april 1945 en december 1952, naar het voorbeeld van de Class D3/6 die tussen 1934 en 1936 waren gebouwd door de London, Midland and Scottish Railway (LMS).

## Overzicht

### Nummering
De eerste groep van twintig locomotieven werd gebouwd tijdens de Tweede Wereldoorlog, waarvan veertien voor het War Department, die er na de oorlog tien (nrs 70260-70269) doorleverde aan de  Nederlandse Spoorwegen als NS 501–510. De LMS nummers 7120–7126 gingen meteen naar LMS en de bouw van een volgende groep werd gestart. Nr 7129 werd de laatste voor LMS en na 1948 werd de bouw tot 1952 voortgezet voor British Railways met de nummers M7130–M7131 en 12045–12138. De nummers 7120–7129 en M7130–M7131 kregen de BR nummers 12033–12044. De hele serie, de nrs 12033–12138, werden bij de invoering van de computernummering Class 11. De locomotieven tot en met nummer 12102 werden gebouwd in de LMS, later BR, werkplaats in Derby, de 12103–12138 in de BR werkplaats te Darlington.

### Export
Bijna honderd vrijwel identieke locomotieven zijn gebouwd door English Electric en geleverd aan de Nederlandse Spoorwegen (NS) als de NS 500 & NS 600 diesellocomotieven. Samen met de eerder genoemde 501-510 omvatte de serie 500 de nrs. 511-545. Vijfenzestig exemplaren werden tussen 1950 en 1957 door English Electric gebouwd en als serie 600 geleverd, de 601-610 in de fabriek van Dick, Kerr & Co. in Preston, de rest in de Vulcan Foundry in Newton-le-Willows. Daarnaast werden 15 locomotieveen geleverd zonder motor, die dan in Nederland kon worden ingebouwd, deze kregen de nummers 701-715.
Een andere exportorder kwam uit Australië met 16 locomotieven gebouwd in 1951 en aangepast voor gebruik op breedspoor. Victorian Railways kocht er tien en nam ze in dienst als F class, zes werden gekocht door de State Electricity Commission of Victoria voor rangeerwerk op opstelsporen die met het spoor van Victorian Railways verbonden zijn.

### Technische gegevens
De dieselmotor is een English Electric 6-cilinder, 4takt 6KT motor met een cilinderdoorsnee van 254 mm en een slag van 305 mm. De locomotief heeft twee op de assen gemonteerde tractiemotoren met een dubbelde overbrenging van 21.7:1. De hoofdgenerator is een English Electric EE801, met 441 A stroom bij een spanning van 430 V.

## Na British Rail
Onderstaande locomotieven waren in gebruik bij de Harry Needle Railroad Company (HNRC):
- 12074 Gesloopt
- 12088 verkocht aan de Aln Valley Railway.
- 12098 Gesloopt

## Historisch materieel
De volgende Class 11 dieselrangeerlocomotieven zijn behouden:
- 12052 bij de Caledonian Railway
- 12077 bij de Midland Heritage Railway
- 12083 bij de Battlefield Line Railway
- 12088 bij de Aln Valley Railway
- 12093 bij de Caledonian Railway
- 12099 bij de Severn Valley Railway
- 12131 bij de North Norfolk Railway

- Een negende exemplaar, de 12049 (de omgenummerde 12082) is behouden bij de Watercress Line in Hampshire. Ooit was deze geregistreerd als 01553 binnen de Class 01/5, waar beide nummers gevoerd werden door de Harry Needle Railroad Company. De 12082 is in oktober 2010 omgenummerd in 12049 en geschilderd in BR groen met het tweede logo en zonder de geel/zwarte uiteinden. Dit betrof een vervanging van de originele 12049 van de Mid Hants die onherstelbaar beschadigd was bij een brand in de locomotievenloods op  26 juli 2010.[2]